# Charles Whitworth, 1. hrabě Whitworth
Charles Whitworth, 1. hrabě Whitworth (Charles Whitworth, 1st Earl Whitworth, 1st Viscount Whitworth, 1st Baron Adbaston, 1st Baron Whitworth) (29. května 1752, Leybourne Grange, Anglie – 13. května 1825, Knole, Anglie) byl britský diplomat. V době válek s revoluční Francií a napoleonských válek zastával důležité funkce vyslance v Rusku a Francii, později byl místokrálem v Irsku (1813–1817). Od roku 1800 užíval irský titul barona, nakonec byl povýšen na hraběte (1815).

## Životopis

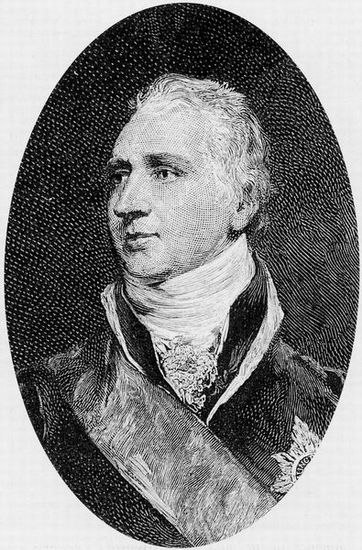
Charles Whitworth

Pocházel ze statkářské rodiny z Kentu, narodil se jako starší syn místopředsedy Dolní sněmovny Sira Charlese Whitwortha (1721–1778). Měl mladšího bratra Roberta, který se v roce 1778 utopil v Temži. Po středoškolských studiích vstoupil do armády, zúčastnil se války proti americkým koloniím a dosáhl hodnosti podplukovníka. Pod patronátem Johna Sackvilla, 3. vévody z Dorsetu, pak vstoupil do diplomatických služeb a v letech 1785–1788 byl vyslancem v Polsku. Významnou diplomatickou úlohu sehrál jako dlouholetý vyslanec v Rusku (1788–1800), kde uzavřel několik důležitých smluv a stal se osobním přítelem cara Pavla I. (v roce 1797 se zúčastnil jeho korunovace). Mezitím obdržel Řád lázně a od té doby užíval titul Sir (1793). Zásluhou Pavla I. obdržel irský titul barona (1800), během ruského sbližování s napoleonskou Francií byl ale z Ruska nakonec odvolán na přímou carovu žádost. Po mimořádné diplomatické misi v Dánsku (1800) byl jmenován na další významný post vyslance ve Francii (1802–1803). V Paříži se dostával do konfliktů s Napoleonem, jeho mise ale netrvala dlouho, protože v květnu 1803 byl obnoven válečný stav mezi Francií a Británií, načež se Whitworth musel vrátil do Anglie. Po roce 1803 žil převážně v soukromí, ale od roku 1807 až do smrti byl členem výboru Tajné rady pro obchod a kolonie. V roce 1813 byl krátce lordem komořím krále Jiřího III. a v letech 1813–1817 místokrálem v Irsku. V roce 1813 byl povýšen na vikomta a nakonec získal titul hraběte (1815). Veřejně vystoupil naposledy v roce 1821 při korunovaci Jiřího IV. Zemřel na hradě Knole, majetku vévodů z Dorsetu.
Jeho manželkou byla Arabella Cope (1769–1825), která byla předtím manželkou 3. vévody z Dorsetu a po ovdovění (1799) se v roce 1800 provdala za Whitwortha. Jejich manželství zůstalo bez potomstva. Jméno Whitworth později přijal jeho synovec, generál a generální guvernér Kanady Matthew Whitworth-Aylmer, 5. baron Aylmer (1775–1850).
Švagrem hraběte Whitwortha byl právník a nejvyšší sudí v Bengálsku Sir Henry Russell (1751–1836).